# Banco del Alba
El Banco del Alba es un organismo de banca de desarrollo pública de carácter financiero, con personalidad jurídica propia, fundado en Caracas el 26 de enero de 2008,  por los presidentes de los miembros de la Alianza Bolivariana para los Pueblos de Nuestra América - Tratado de Comercio de los Pueblos (ALBA-TCP), quienes suscribieron el Acta Fundacional del Banco del Alba en el marco de la VI Cumbre del ALBA-TCP.
Su personalidad jurídica internacional se desprende de la suscripción, aprobación y ratificación del Convenio Constitutivo del Banco del Alba, adoptado en Caracas el 5 de noviembre de 2008, por los representantes ministeriales de Venezuela, de Cuba, de Bolivia y de Nicaragua, a lo cual se adhirieron posteriormente San Vicente y Las Granadinas (2011), Dominica (2012), Antigua y Barbuda (2019) y Granada (2021).
De acuerdo con lo establecido en su Convenio Constitutivo, el Banco del Alba tiene como objetivo:

Coadyuvar al desarrollo económico y social sostenible, reducir la pobreza y las asimetrías, fortalecer la integración, promover un intercambio económico justo, dinámico, armónico y equitativo entre los países miembros de la Alianza Bolivariana para los Pueblos de Nuestra América (ALBA), inspirado en los principios de solidaridad, complementariedad, cooperación y respeto a la soberanía de los pueblos.

Su sede principal se encuentra en la ciudad de Caracas y posee una agencia en La Habana, República de Cuba.

## Países miembros del Banco del Alba
| País                         | Referencias |
| ---------------------------- | ----------- |
| Venezuela                    |             |
| Cuba                         |             |
| Bolivia                      |             |
| Nicaragua                    |             |
| San Vicente y las Granadinas |             |
| Dominica                     |             |
| Antigua y Barbuda            | [ 2 ]       |
| Granada                      | [ 3 ]       |

## La zona Banco del Alba
- Idiomas: español e inglés
- Superficie: 2 256 423 km²
- Población: 61 324 404 habitantes
- PIB PPA: 652 875 000 000 USD
- PIB PPA per cápita: 10nbsp;646 USD
- Reservas internacionales: 34 525 000 000 USD
- Deuda externa: 170 555 000 000 USD

## Funciones
El Banco del Alba tiene entre sus funciones financiar programas y proyectos en las siguientes áreas:
- De desarrollo económico: en sectores claves de la economía, orientados a mejorar la productividad y eficiencia; la generación de empleos, el desarrollo científico-técnico, la innovación, la invención, la complementariedad y el desarrollo de las cadenas productivas, la agregación de valor, la maximización del uso de materias primas producidas y explotadas en la región, la protección de los recursos naturales y la conservación del medio ambiente.
- De desarrollo social: en materia de salud, educación, vivienda, seguridad social, desarrollo comunitario, economía social; así como aquellos orientados a la promoción y fortalecimiento de la democracia participativa, reducción de la exclusión social, eliminación de la discriminación de género y étnica; y otros que contribuyan a la mejora de la calidad de vida de estos pueblos.
- De expansión y conexión de la infraestructura de estos países.
- Orientados a la promoción, fortalecimiento y desarrollo de la micro, pequeña, mediana producción y economías asociativas, en todos los sectores económicos, con el propósito de potenciar sus capacidades a fin de asegurar, entre otros objetivos, la soberanía y seguridad alimentaria.
- De empresas binacionales, grannacionales o cualquier otra modalidad de organización asociativa que promuevan inversiones de interés mutuo, comprendidas dentro de los objetivos del ALBA.
- Promover, crear y administrar fondos de financiamiento reembolsables y no reembolsables, orientados a fomentar el desarrollo económico, social y ambiental.
- Proveer recursos para asistencia técnica, estudios de preinversión, investigación y desarrollo, transferencia y absorción de tecnología.
- Desarrollar y promover la práctica del comercio justo de bienes y servicios.

## Operaciones
El Banco del Alba está autorizado por su Convenio Constitutivo a realizar las siguientes operaciones:
- Otorgar créditos, líneas de crédito, fianzas, avales y otras garantías.
- Emitir, colocar, estructurar y administrar toda clase de valores.
- Proveer servicios, para la compensación y liquidación de las transacciones económicas, comerciales y financieras.
- Prestar servicios de administración de carteras, organizar, constituir y administrar fideicomisos, mandatos y otras operaciones de confianza.
- Actuar como comisionista y custodio de valores.
- Prestar servicios de tesorería a organismos gubernamentales, intergubernamentales e internacionales, empresas estatales, semiestatales y asociativas promovidas por los países miembros del BALBA.

### Balances
Al cierre del año 2017, el total del activo del Banco del Aba alcanzó la suma equivalente a 330 millones de dólares estadounidenses, equivalente a 2,5 veces su patrimonio de 133 millones, y tras su quinto año consecutivo de resultados positivos, ha acumulado una ganancia histórica superior al equivalente de 5,8 millones de dólares estadounidenses.

### Cartera de financiamientos
Para finales de 2017, la cartera vigente de financiamiento rebasó la cantidad equivalente a 78 millones de dólares estadounidenses, acumulando un volumen total de financiamiento por valor equivalente a 410 millones de dólares estadounidenses en sus primeros nueve años de operaciones.
Los financiamientos del Banco del Alba se han concentrado especialmente en los sectores de comercio (28%), infraestructura (23%), agroalimentaria (17%), auxilio financiero (15%), industrial (8%), educación y cultura (7%), salud (2%) y petróleo (1%).
El Banco del Alba ha financiado proyectos de distinta magnitud en la región, desde la terminación del Aeropuerto Internacional de Argyle, en San Vicente y las Granadinas –el más moderno del Caribe Oriental, inaugurado el 14 de febrero de 2017–, hasta el Programa Alba Educación, que contribuyó de manera sensible a la declaración de Bolivia y Nicaragua como Territorios Libres de Analfabetismo, por nombrar dos de sus intervenciones de mayor impacto.
También destaca de forma especial el Programa de Intercambio Comercial Intra Alba, que ha destinado el valor equivalente a 120 millones de dólares estadounidenses a elevar las exportaciones y dinamizar las economías de los países miembros, contribuyendo de forma significativa al incremento de la producción textil en Bolivia.
El impacto de sus financiamientos abarca además desde la ampliación de la capacidad industrial en San Vicente y las Granadinas para la producción de aperitivos/snacks orgánicos para la exportación, hasta la actualización de capacidades industriales en la República de Cuba para la producción de conductores eléctricos, refractarios y productos siderúrgicos destinados a la sustitución de importaciones.
Asimismo, el Banco del Alba ha financiado la mejora de las capacidades de almacenamiento de petróleo crudo y productos derivados de la empresa West Indies Oil Company (WIOC) de Antigua y Barbuda, en el marco de la iniciativa de Petrocaribe, hasta la promoción de la producción agrícola y ampliación de las capacidades de procesamiento industrial de carne de bovino en Nicaragua; de pato mular, trucha, mejillones y onoto (achiote) en Venezuela; de producción agrícola vegetal en San Vicente y las Granadinas, Belice y Jamaica; de arroz en Haití y de café en Dominica y Nicaragua; así como también el desarrollo de cadenas de frío en Guyana y de capacidades para el ahumado de pescado en Suriname, buena parte de los cuales han sido posibles por las garantías financieras brindadas por el Programa Alba Alimentos.
De gran impacto también han sido los auxilios financieros a Grenada y San Cristóbal y Nieves, que en su oportunidad evitaron su sometimiento a los Programas de Ajuste Estructural del FMI, así como las Ayudas Financieras para Mitigar Efectos de Desastres Naturales, como los dejados por los huracanes Sandy en Cuba (2012) e Irma y María en Barbuda y Dominica (2017), y por el terremoto de Haití (2010), que dio origen al Programa Alba de Salud para Haití, con la participación de profesionales de la medicina de Cuba y Venezuela.

### Fondo de Financiamientos Especiales
Desde el inicio de sus operaciones, el Banco del Alba ha destinado fondos por valor equivalente a 20,5 millones de dólares estadounidenses al financiamiento no reembolsable de programas grannacionales de alto impacto regional, como Alba Educación, Alba Cultural y Alba Salud, mediante su Fondo para Financiamientos Especiales FFE-Banalba, que se nutre de una porción de los ingresos del banco, así como de aportes extraordinarios de sus países miembros.

### Cámara de Compensación del SUCRE
El Sistema Unitario de Compensación Regional de Pagos, la moneda oficial del ALBA, nació como un mecanismo de cooperación y complementariedad económica, con el fin de sustituir la hegemonía en la utilización del dólar estadounidense. que además sirve para aliviar las asimetrías económicas y acrecentar el comercio entre los países miembros del ALBA.
El Banco del Alba actúa como Banco Agente del SUCRE, para lo cual acoge el funcionamiento de la Cámara de Compensación entre los Bancos Centrales de los países miembros, que se instrumenta mediante el sistema SIS-SUCRE, desarrollado por el Banco del Alba.

## Gobernanza
La estructura de gobierno y administración del Banco del Alba está conformada por el Consejo Ministerial, el Directorio Ejecutivo, el presidente del Directorio Ejecutivo y el Gerente General.

### El Consejo Ministerial
El Consejo Ministerial es el órgano supremo del Banco del Alba y está conformado por el ministro de Economía, o Hacienda, o Finanzas, o el presidente del Banco Central de cada país miembro.

### El Directorio Ejecutivo
El Directorio Ejecutivo está integrado por los representantes designados por los países miembros, elegidos por un período de tres (3) años, prorrogable por períodos iguales y consecutivos, y tiene entre sus atribuciones velar por el cumplimiento de la política económica y financiera del Banco, establecida por el Consejo Ministerial; dirigir los negocios y actividades del Banco; aprobar y modificar la estructura organizativa y los reglamentos internos del Banco; y designar a los apoderados especiales, generales y judiciales del Banco que estime convenientes para la mejor defensa y representación de sus derechos e intereses.

### El Presidente del Directorio Ejecutivo
El Presidente del Directorio Ejecutivo ejerce la representación legal del Banco del Alba, para lo cual tiene la atribución de coordinar el Directorio Ejecutivo, convocando y presidiendo sus reuniones. Es designado por el Consejo Ministerial a propuesta del Directorio Ejecutivo.

### El Gerente General
El Gerente General es la primera autoridad ejecutiva y tiene a su cargo el giro diario de la gestión del Banco. Es designado por el Consejo Ministerial.

### Miembros del Directorio Ejecutivo del Banco del Alba
- Por la República Bolivariana de Venezuela: Raúl Li Causi (Presidente).
- Por la República de Cuba: Julio Antonio Pérez.
- Por el Estado Plurinacional de Bolivia: Ramiro Lizondo.
- Por la República de Nicaragua: Francis Medoza
- Por San Vicente y las Granadinas: Jerrold Thompson.
- Por la Mancomunidad de Dominica: Ambrose George.

## Sedes
El Banco del Alba cuenta con una sede principal en Caracas y una sucursal en La Habana.

## Régimen de inmunidades, exenciones y privilegios
Para el cumplimiento de sus objetivos y para el desarrollo de sus funciones y la realización de sus operaciones, el Banco del Alba goza en el territorio de cada uno de sus países miembros de inmunidades, exenciones y privilegios. El Banco del Alba, sus ingresos, bienes y otros activos, lo mismo que las operaciones y transacciones que efectúe en cumplimiento de su objeto, están exentos de toda clase de gravámenes tributarios y derechos aduaneros.
Los bienes y demás activos del Banco del Alba, dondequiera que se hallen y quienquiera que los tenga, son considerados como propiedad pública internacional y gozan de inmunidad con respecto a cualquier forma de aprehensión o enajenación forzosa por acción ejecutiva o legislativa. Sus archivos son inviolables.